# Isolotto Rosso
L'isolotto Rosso è un'isola del mar Tirreno situata a ridosso della costa nord-orientale della Sardegna, antistante la punta di monte Pedrosu.

Appartiene amministrativamente al comune di San Teodoro e si trova all'interno dell'area naturale marina protetta Tavolara - Punta Coda Cavallo.